# Hubert Bächli
Hubert Bächli (* 18. Oktober 1938 in Unterehrendingen) ist ein ehemaliger Schweizer Radrennfahrer und nationaler Meister im Radsport.

## Sportliche Laufbahn
Bächli war Strassenradsportler und auch im Bahnradsport aktiv. Er war Teilnehmer der Olympischen Sommerspiele 1960 in Rom. Im Mannschaftszeitfahren kam der Vierer aus der Schweiz mit Hubert Bächli, Erwin Jaisli, Roland Zöffel und René Rutschmann auf den 9. Platz. Im olympischen Strassenrennen wurde er auf dem 72. Rang klassiert.
Er begann 1957 mit dem Radsport. 1958 wurde Bächli Dritter der nationalen Meisterschaft im Sprint. 1962 wurde er Vize-Meister und startete im Sprint bei den Bahnradsport-Weltmeisterschaften. 1964 gewann er die Meisterschaft im Omnium.